# Златист хамстер
Златистият хамстер (Mesocricetus auratus) е вид малък хомяк със светла козина и един от най-добре известните членове на семейство Хомяковидни. В природата не се срещат толкова често, но са популярни като домашни любимци по цял свят. Използват се и за научни изследвания.

## История
През 1930 година се смята, че Златистият хамстер е изчезнал вид, но през тази година близо до Халеб в Сирия еврейският археолог Аарон Абрамс открива гнездо на малък гризач и 12 малки, които не може да идентифицира. Абрамс изпраща цялото семейство на Еврейския университет в Йерусалим, където определят гризачите като Златисти хамстери. Те развъждат вида при лабораторни условия и в резултат всички днешни хамстери произлизат най-вероятно от тази майка и бебета, открити в Сирия през 1930 г.

## Общи сведения
Възрастните индивиди имат дължина на тялото 12 – 15 cm, а опашката им е 0,5 cm. Новородените тежат 2 – 3 г, а възрастните — 110 – 150 г. Живеят в плен 2 – 3 години. Имат слабо зрение, но сетивата им за мирис и слух са много добре развити.
Температурата на тялото на златистия хамстер е 36 – 37 °C. Сърцето извършва 280 – 500 удара в минута. Има диплоиден хромозомен набор (46 хромозома).

## Разпространение
Те са типични пустинни животни.

## Начин на живот и хранене
В природата Златистият хамстер живее сам и защитава яростно своята територия от натрапници или други
120 гр. зърнена храна
Слънчоглед (суров и не повече от 2 – 3 зърна на ден – високо съдържание на мазнини), фъстъци (не повече от един на ден – високо съдържание на мазнини), пшеница, ечемик, царевица, корнфлейкс (без захар), лешници (един на седмица), орехи (по-рядко – високо съдържание на мазнини), сурови макарони, сух грах, сухар (на малки парченца), сено (трябва винаги да има в клетката – служи също построяване за гнездото)

## Размножаване
Мъжките хамстери достигат полова зрялост на 10 – 11 седмици, а женските – 7 – 8. Добре е женските да се заведат при мъжките, а не обратно, защото женската ще се опита да защити територията си. Бременността на хамстерката е около 15 – 17 дни. Женските раждат до 7 – 8 малки. След раждането на малките те не трябва да се докоснат преди да навършат 20 дни. След 20-ия ден малките могат да се докосват, защото тогава те могат да гледат, да се хранят и са напълно окосмени. Ако се докоснат преди 20-ия ден, майката ще прояви канибалство и ще изяде малките си. Добре е след раждането мъжкият да се отдели в друга клетка, защото той както майката ще прояви канибализъм и ще изяде малките без основателна причина.

## Породи
Срещат се Златисти хамстери, Китайски, Ангорски, Руски и хамстери Джуджета.